# 小白楼

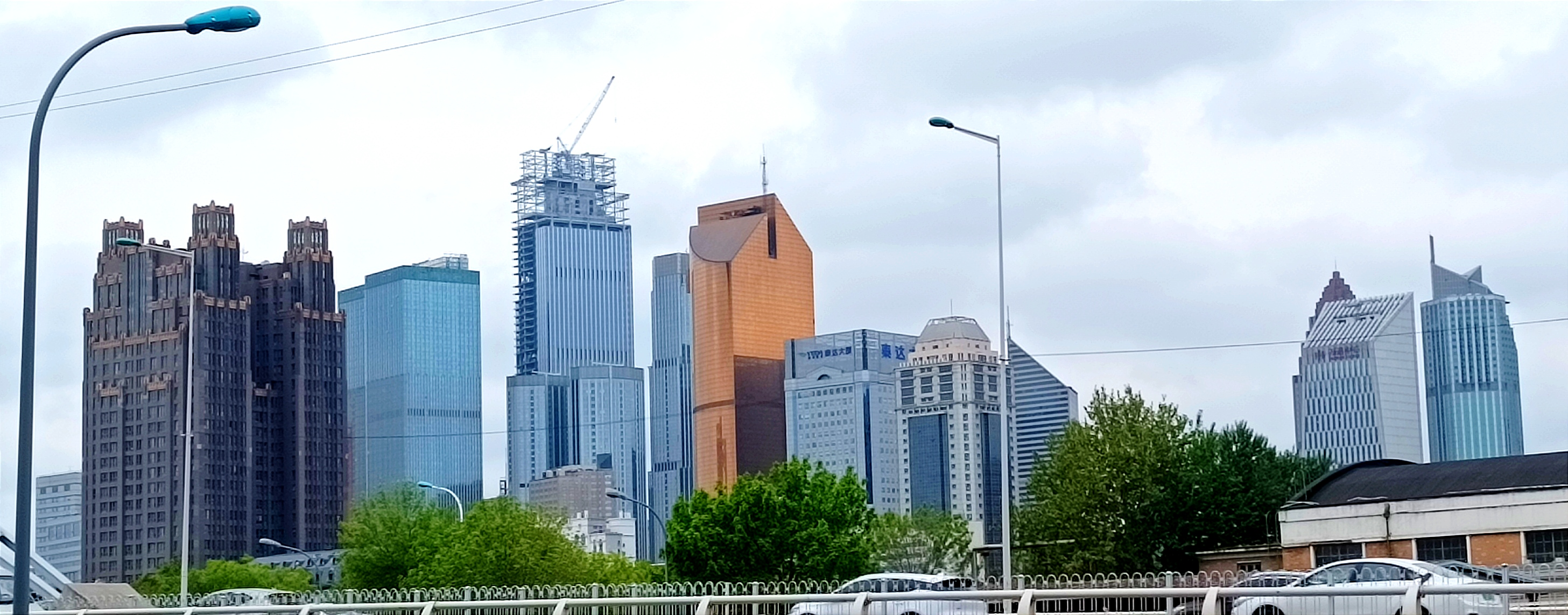

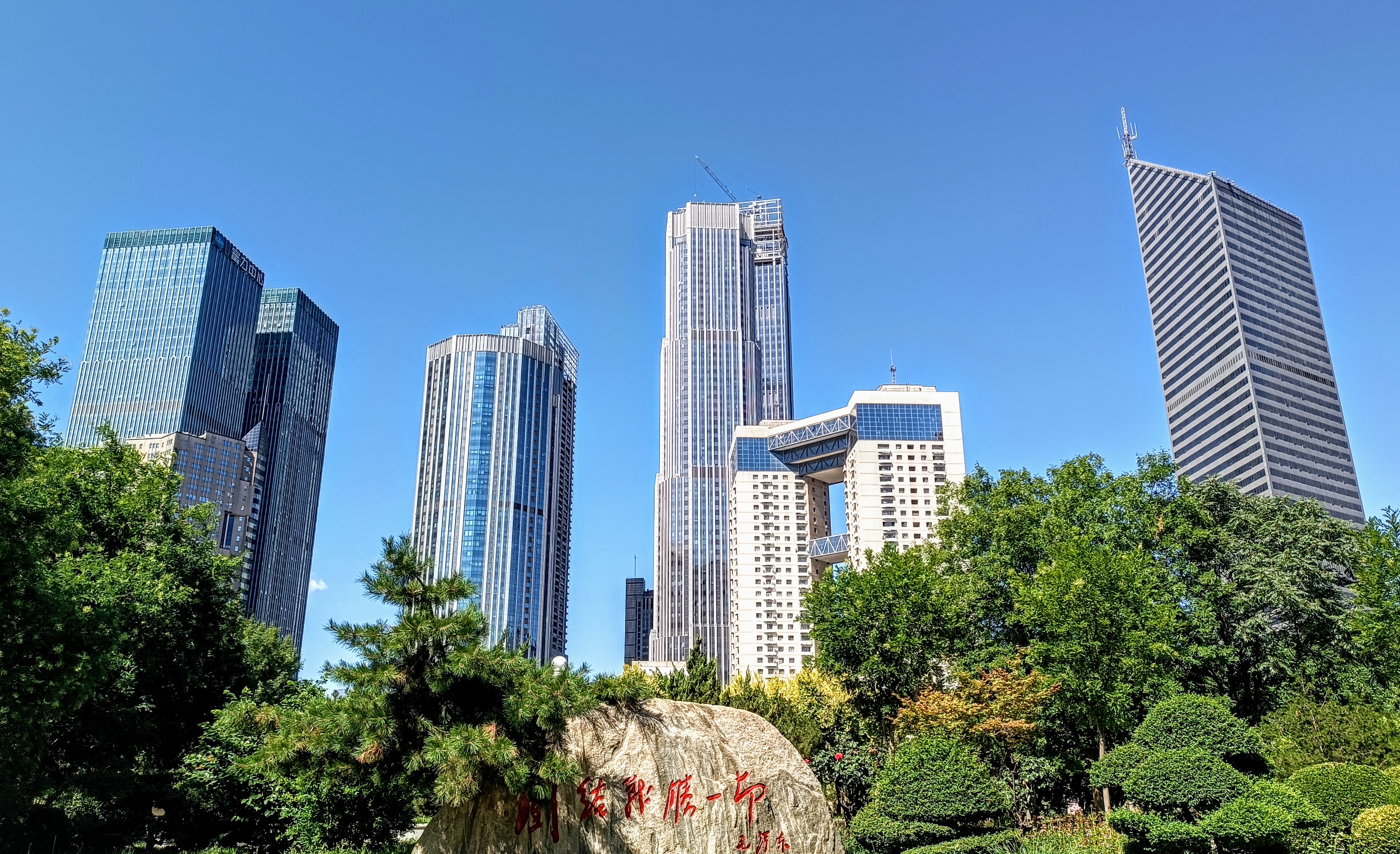
小白楼商务区

39°06′54″N 117°12′35″E / 39.1149153°N 117.2096754°E小白楼是中国天津市的一个商业区，包括地跨和平区与河西区的大沽北路、大沽南路、开封道、徐州道一带。租界时代属于英租界南端和德租界北部边缘。

## 历史

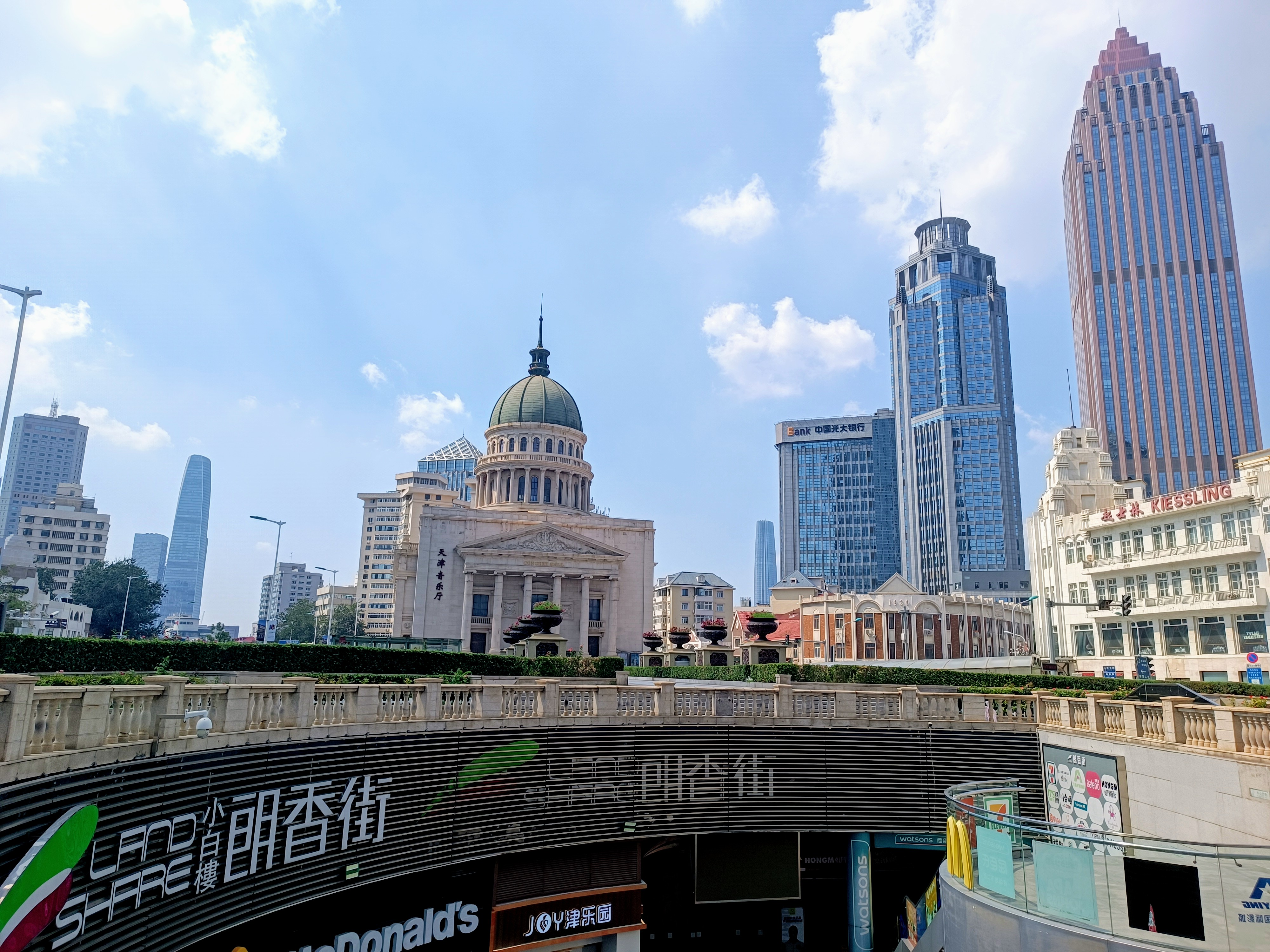
小白楼音乐厅商业区

1862年，清朝政府宣布设立“天津美租界”，南到现在的开封道，北到现在的彰德道与天津英租界接邻，大体相当于现在的小白楼地区。但是由于美国驻华公使蒲安臣反对实行租界制度，美国没有正式开辟“美租界”，并且在1880年退还给中国，成为无人管理的区域。1895年，天津德租界在“美租界”以南开辟；1897年，天津英租界越过海大道向西扩展，于是原“美租界”区域遂被英租界和德租界所包围。英德二国都希望得到这一区域，最终在1901年，美国接受了英国提出的条件，同意将美租界并入英租界，成为英租界的“南扩充界”。次年，中国官府也承认了这一事实。
1901年成立的房产公司英商先农公司首先投入对这一地区的开发，兴建了先农里。1920年代，先农公司在今大沽路、开封道建造三四层的市房和公寓，沿街开设新式门面房。天主教会的崇德堂则在今徐州道以南、大沽路以西，英租界最南端的“三角地”建造住宅和铺面。
而根据1901年《辛丑条约》的规定，数量可观的各国军队驻扎天津。其中美国兵营坐落在墙子河对岸（今广东路第二医学院旧址），德国兵营坐落在南侧德租界，距离颇近，于是这一带很快形成为外国驻军服务的酒吧、舞厅集中的区域，其他行业的店铺也陆续开设，业主多为华人。当时这一带的开发刚刚起步，人们便以一幢外墙涂白色的二楼酒吧，将这一区域称为小白楼。由于英租界禁娼，小白楼地区没有公开的妓院，只有少数暗娼在地下状态中存在。
1920年代，小白楼形成繁盛的商业区。当时有数千名俄国难民进入天津，由于天津俄租界已被取消，他们集中居住在英租界南端，今开封道、徐州道的西半部，以及毗邻的旧德租界义庆里、汝南里。小白楼地区形成白俄聚集区，外国侨民称之为“俄国城”。俄国侨民在这一区域开设西餐馆（例如义顺合大餐厅，后来的维格多利餐厅，1949年以后起士林餐厅迁至此处）、俄国风味食品店（硬肠、辣肠、肝肠以及甜面包夹火腿肠）、酒吧、服装店、美容店，此外还有犹太俱乐部（今群众艺术馆）等娱乐场所，满街俄文招牌。
由于地处租界，小白楼并未受到中日战争的影响，继续保持繁荣。1950年代以后，大沽北路、开封道两条商业街交叉一带保留了近百家商店。
1993年以后，小白楼地区开始旧城改造，建成凯旋门大厦等商场、酒店。2000年10月22日，小白楼商业一条街开业。

## 广义的小白楼地区

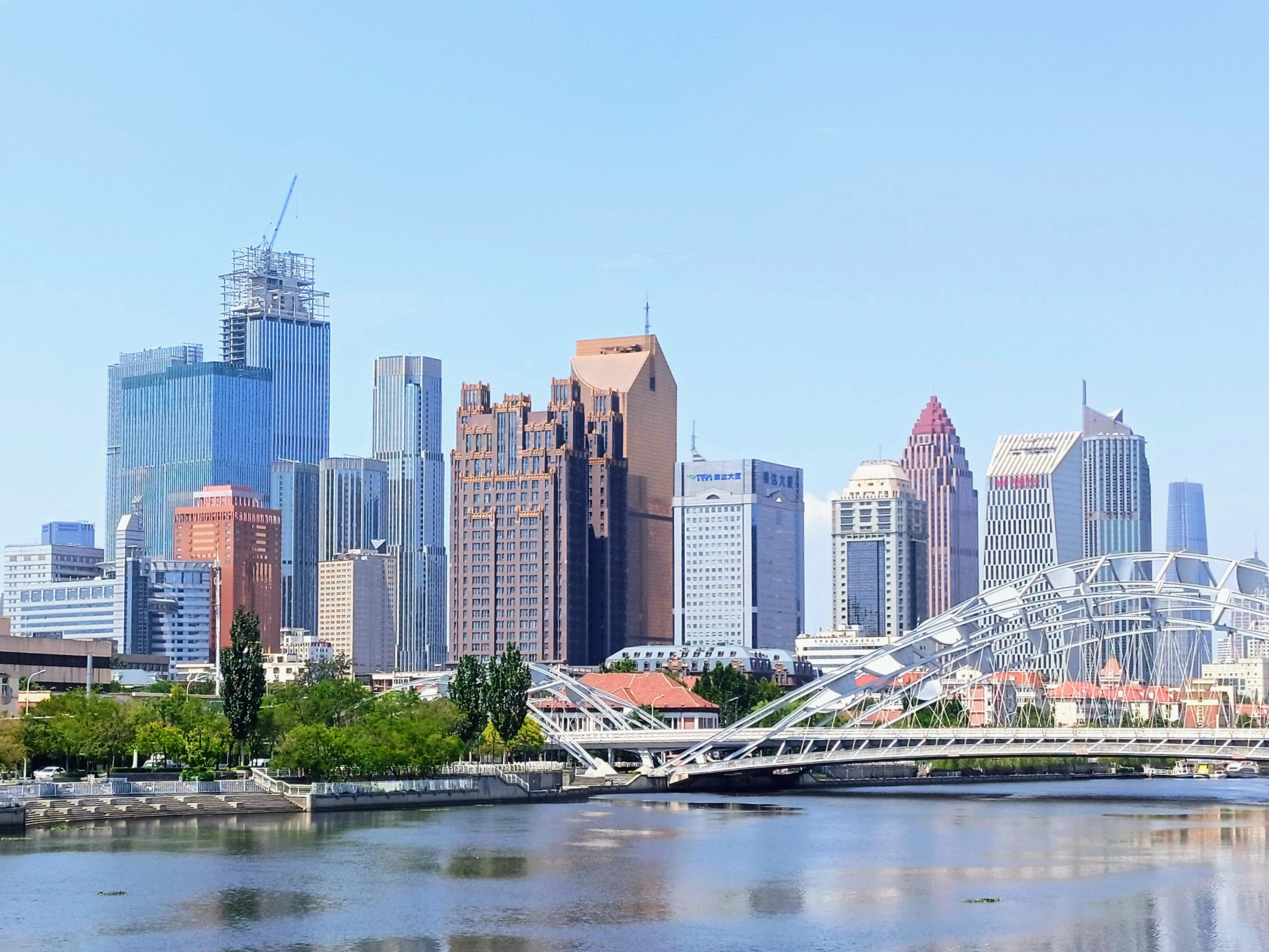
小白楼地区

2009年，天津市委市政府发布新版《天津市空间发展战略规划》，确定中心城区广义的小白楼地区被为城市主中心。广义的小白楼地区包括海河两岸占地5.4平方公里的广阔区域，包括小白楼商务区、天津金融城、海河东岸商务区，以及和平路、滨江道商业区，南京路商务商业带等功能区，北至博爱道、海河东路；南至南京路、苏州道、江西路、合肥道；西至鞍山道；东至七纬路。这一地区包括了天津传统和现代的国际化金融商务及中高端商业中心。其范围涵盖昔日天津英法租界的主要区域（不包括五大道住宅区），周边德、日、俄租界的一部分，以及意租界的一小部分。其中解放北路等区域多为保留历史建筑，而河东区的海河东岸商务区，即原俄租界部分，将为新建筑区。